# Aszalha púdzsá
Az aszalha púdzsá (vagy aszanha bucsa Thaiföldön, thai: อาสาฬหบูชา) théraváda buddhista fesztivál, amely általában júliusra esik, a nyolcadik holdhónap teliholdjára. Ezt a napot dharma napnak is nevezik. Ez a théraváda buddhizmus egyik legfontosabb fesztiválja, amely Buddha legelső tanítását ünnepli. A tanítást öt korábbi társának mondta el, akik a megvilágosodása után jöttek el hozzá. Ezt az alkalmat gyakran nevezik úgy is, hogy a “dharma kerekének első megforgatása”. Ez tartalmazza a négy nemes igazságot: létezik a szenvedés (dukkha), a szenvedést a sóvárgás (tanhá) okozza, a szenvedéstől meg lehet szabadulni (nirvána), ennek a módszere a nemes nyolcrétű ösvény.
Az aszalha púdzsá napon felajánlásokat tesznek a buddhista követők a templomok számára és beszédeket hallgatnak. Az ezt követő nap Thaiföldön a Van Khao Phansza (thai: วันเข้าพรรษา), amely a vassza (thai: พรรษา) első napja, a théraváda hagyományok szerinti elvonulás az esős hónapokban.
Indonéziában ennek a fesztiválnak a központja a Borobuduri Mendut templom körül van.

## Külső hivatkozások
- A Dhammacsakkappavattana-szutta angol nyelven Archiválva 2006. március 30-i dátummal a Wayback Machine-ben - Buddha első tanítóbeszéde
- Van Aszana Bucsa és Van Khao Pansza Thaiföldön Archiválva 2011. október 5-i dátummal a Wayback Machine-ben